# Nur (gromada)
Nur – dawna gromada, czyli najmniejsza jednostka podziału terytorialnego Polskiej Rzeczypospolitej Ludowej w latach 1954–1972.
Gromady, z gromadzkimi radami narodowymi (GRN) jako organami władzy najniższego stopnia na wsi, funkcjonowały od reformy reorganizującej administrację wiejską przeprowadzonej jesienią 1954 do momentu ich zniesienia z dniem 1 stycznia 1973, tym samym wypierając organizację gminną w latach 1954–1972.
Gromadę Nur z siedzibą GRN w Nurze utworzono – jako jedną z 8759 gromad na obszarze Polski – w powiecie ostrowskim w woj. warszawskim, na mocy uchwały nr VI/10/11/54 WRN w Warszawie z dnia 5 października 1954. W skład jednostki weszły obszary dotychczasowych gromad Kamionka Stokowa(), Kossaki, Łęg Nurski, Nur, Ołtarze-Gołacze, Strękowo Nieczykowskie, Strękowo, Żebry kolonia i Żebry Laskowiec ze zniesionej gminy Nur w tymże powiecie. Dla gromady ustalono 26 członków gromadzkiej rady narodowej.
1 stycznia 1958 do gromady Nur przyłączono wieś Kramkowo Lipskie ze zniesionej gromady Tymianki-Okunie w tymże powiecie.
31 grudnia 1959 do gromady Nur przyłączono obszar zniesionej gromady Ołowskie w tymże powiecie.
1 stycznia 1969 do gromady Nur włączono wieś Zuzela ze zniesionej gromady Zuzela w tymże powiecie.
Gromada przetrwała do końca 1972 roku, czyli do kolejnej reformy gminnej. 1 stycznia 1973 w powiecie ostrowskim reaktywowano gminę Nur.